# Andrej Martin
Andrej Martin (ur. 20 września 1989 w Bratysławie) – słowacki tenisista, reprezentant w Pucharze Davisa, olimpijczyk z Rio de Janeiro (2016).

## Kariera tenisowa
Zawodowym tenisistą Martin jest od 2007 roku.
W grze pojedynczej jest finalistą 1 turnieju rangi ATP Tour.
W grze podwójnej Martin osiągnął jeden turniejowy finał w zawodach cyklu ATP Tour.
W 2016 zagrał na igrzyskach olimpijskich w Rio de Janeiro. W singlu doszedł do 3 rundy, ponosząc porażkę z Keim Nishikorim. W grze podwójnej przegrał w 1 rundzie partnerując Igorowi Zelenayowi z parą portugalską Gastão Elias–João Sousa.
Od 2013 Martin reprezentuje Słowację w Pucharze Davisa.
W 2022 roku został tymczasowo zawieszony z powodu wykrycia w jego organizmie niedozwolonych substancji.
W rankingu gry pojedynczej najwyżej był na 93. miejscu (10 lutego 2020), a w klasyfikacji gry podwójnej na 69. pozycji (11 lipca 2016).

### Finały w turniejach ATP Tour
| Legenda                                      |
| -------------------------------------------- |
| Wielki Szlem                                 |
| Igrzyska olimpijskie                         |
| Tennis Masters Cup / ATP Finals              |
| ATP Masters Series / ATP Tour Masters 1000   |
| ATP International Series Gold / ATP Tour 500 |
| ATP International Series / ATP Tour 250      |

#### Gra pojedyncza (0–1)
| Końcowy wynik | Nr | Data          | Turniej | Nawierzchnia | Przeciwnik    | Wynik finału |
| ------------- | -- | ------------- | ------- | ------------ | ------------- | ------------ |
| Finalista     | 1. | 24 lipca 2016 | Umag    | Ceglana      | Fabio Fognini | 4:6, 1:6     |

#### Gra podwójna (0–1)
| Końcowy wynik | Nr | Data          | Turniej | Nawierzchnia | Partner                  | Przeciwnicy                      | Wynik finału |
| ------------- | -- | ------------- | ------- | ------------ | ------------------------ | -------------------------------- | ------------ |
| Finalista     | 1. | 6 lutego 2022 | Córdoba | Ceglana      | Tristan-Samuel Weissborn | Santiago González Andrés Molteni | 5:7, 3:6     |